# Fort Leavenworth

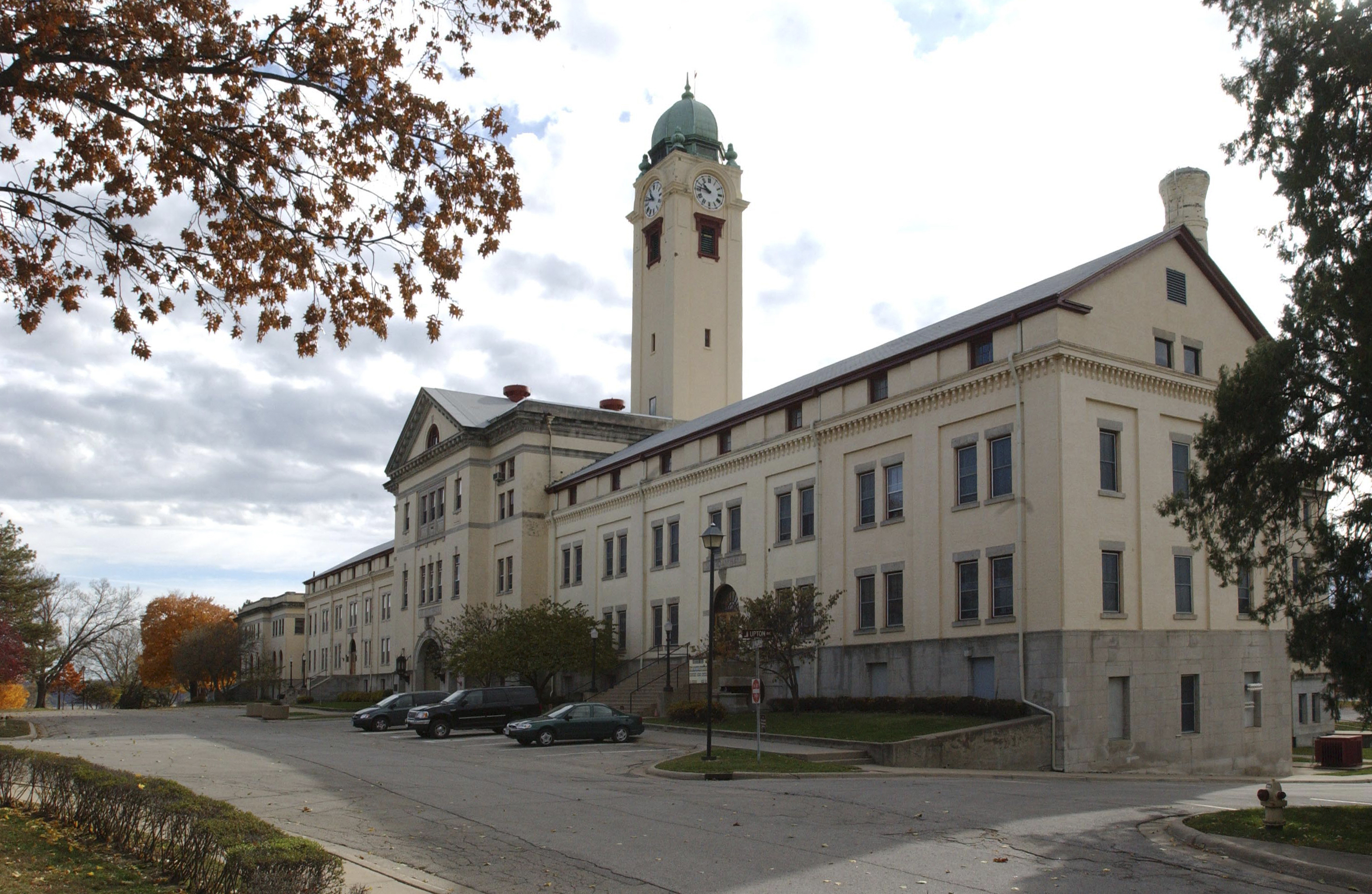
Grant Hall, symbolen för Fort Leavenworth.

Fort Leavenworth är en anläggning tillhörande USA:s armé i Leavenworth County, Kansas strax norr om staden Leavenworth i den nordöstra delen av delstaten. Inrättad 1827 är Fort Leavenworth den amerikanska arméns äldsta anläggning väster om Mississippifloden som fortfarande används för sitt ursprungliga ändamål.
William T. Sherman grundade 1881 School of Application for Cavalry and Infantry som utvecklats till United States Army Command and General Staff College.
På Fort Leavenworth finns även det enda federala militärfängelset med högsta säkerhetsnivån (engelska: maximum security), United States Disciplinary Barracks (USDB). "Fort Leavenworth" eller enbart "Leavenworth" används ofta som en metonym för militärfängelset.